# Lepidochrysops haveni
Lepidochrysops haveni är en fjärilsart som beskrevs av Larsen 1983. Lepidochrysops haveni ingår i släktet Lepidochrysops och familjen juvelvingar. Inga underarter finns listade i Catalogue of Life.